# Kraftwerk Moneypoint
Das Kraftwerk Moneypoint (englisch Moneypoint Power Station, irisch Stáisiúin Cumhachta Ghob na Muine) ist ein Kohlekraftwerk im County Clare, Irland, das am Mündungsarm des Shannon ca. 8 km östlich der Stadt Kilrush gelegen ist.
Das Kraftwerk ging 1985 in Betrieb. Es ist im Besitz des Electric Supply Board (ESB) und wird auch von ESB betrieben.

## Daten
Mit einer installierten Leistung von 915 MW ist Moneypoint eines der leistungsstärksten Kraftwerke in Irland (Stand Juli 2016). Es dient zur Abdeckung der Grundlast. Die Jahreserzeugung liegt bei ca. 7 Mrd. kWh, dies entspricht 25 % des Stromverbrauchs in Irland. Das Kraftwerk benötigt dafür ca. 7.000 t Kohle am Tag bzw. ca. 2 Mio. t pro Jahr.

## Kraftwerksblöcke
Das Kraftwerk besteht aus insgesamt 3 Blöcken, die von 1985 bis 1987 in Betrieb gingen. Die folgende Tabelle gibt einen Überblick:
| Block | Max. Leistung (MW) | Betriebsbeginn | Turbine | Generator | Dampfkessel    |
| ----- | ------------------ | -------------- | ------- | --------- | -------------- |
| 1     | 305                | 1985           | BBC     | BBC       | Foster Wheeler |
| 2     | 305                | 1986           | BBC     | BBC       | Foster Wheeler |
| 3     | 305                | 1987           | BBC     | BBC       | Foster Wheeler |

## Sonstiges

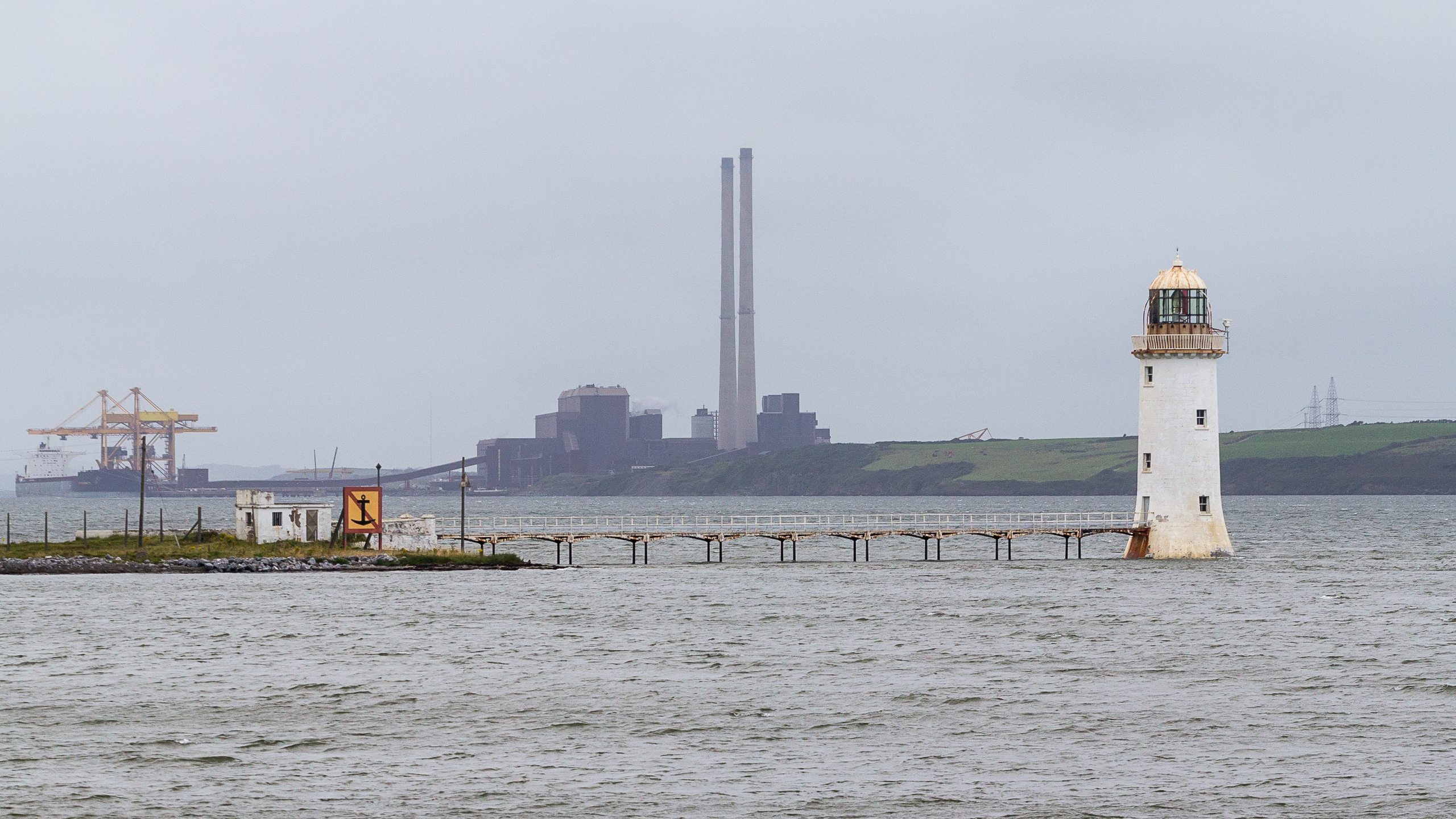
Moneypoint Power Station mit Hafenanlagen und Kohlefrachter. Vorne: Tarbert Lighthouse.

Das Kraftwerk verfügt über einen eigenen Pier, an dem Schiffe bis 250.000 t anlegen können. Auf den Lagerflächen können bis zu 600.000 t Kohle zwischengelagert werden. Darüber hinaus verfügt Moneypoint über 2 Tanks, die bis zu 50.000 t Schweröl speichern können, das als Back-up verwendet wird.
Moneypoint sollte ursprünglich 2025 vom Netz gehen. Mit Stand 2023 ist der Weiterbetrieb zumindest noch bis zum Jahr 2029 vorgesehen. Als Ersatz für das Kraftwerk ist auch ein Kernkraftwerk am selben Standort im Gespräch.
Um den Kohleausstieg 2025 zu ermöglichen, wird das Kraftwerk bis 2025 auf Schweröl umgerüstet und bis 2029 nur noch als Back-up-Kraftwerk eingesetzt. Im Juni 2025 wurde die letzte Kohle verbrannt.
Außerdem soll Moneypoint zu einen Hub für erneuerbare Energien ausgebaut werden.